# Tristaniopsis beccarii
Tristaniopsis beccarii är en myrtenväxtart som först beskrevs av Henry Nicholas Ridley, och fick sitt nu gällande namn av Peter G.Wilson och John Teast Waterhouse. Tristaniopsis beccarii ingår i släktet Tristaniopsis och familjen myrtenväxter. Inga underarter finns listade i Catalogue of Life.